# Селищев, Леонтий Яковлевич
Леонтий Яковлевич Селищев (28 января 1897, Орловская губерния — 16 декабря 1965, Алтайский район, Алтайский край) — председатель колхоза «Советская Сибирь» Алтайского района Алтайского края. Герой Социалистического Труда (1950).

## Биография
Родился в 1897 году в бедной крестьянской семье в одном из сёл Орловской губернии. Получил начальное образование. В 1907 году вместе с родителями переехал на Алтай. Подростком занимался батрачеством. Участвовал в Первой мировой и Гражданской войнах. В 1927 году вступил в ВКП(б). Принимал активное участие в коллективизации на Алтае. С 1931 года после окончания курсов трактористов трудился в Сетовской МТС. Позднее был избран председателем колхоза «Большевик» в селе Колово.
С 1934 по 1947 года на различных хозяйственных, государственных и партийных должностях: председатель колхоза «Большевик» Алтайского района (1934—1936), заместитель директора по хозяйству Алтайского райсырпрома, заместитель директора Алтайской МТС (1936), начальник элеватора Алтайского райпотребсоюза (1937), инструктор райкома ВКП(б) (1940—1941), председатель сельсовета в селе Нижняя Каменка (1941—1946), директор Алтайского райзаготскота (1946—1947).
В марте 1947 года избран председателем колхоза «Советская Сибирь» Алтайского района. Вывел колхоз в число передовых сельскохозяйственных предприятий Алтайского района. В 1949 году колхоз собрал в среднем с каждого гектара по 25 центнера ржи на участке площадью 150 гектара. Указом Президиума Верховного Совета СССР от 6 мая 1950 года за получение высоких урожаев ржи при выполнении колхозом обязательных поставок и контрактации по всем видам сельскохозяйственной продукции, натуроплаты за работу МТС в 1949 году и обеспеченности семенами зерновых культур для весеннего сева 1950 года удостоен звания Героя Социалистического Труда с вручением ордена Ленина и золотой медали «Серп и Молот».
В 1957 году вышел на пенсию. Скончался в декабре 1965 года.

## Награды
- Герой Социалистического Труда — указом Президиума Верховного Совета СССР от 6 мая 1950 года
- Орден Ленина
- Орден Трудового Красного Знамени (1948)